# Вотертаун (Південна Дакота)
Вотертаун (англ. Watertown) — місто (англ. city) в США, в окрузі Кодінґтон штату Південна Дакота. Населення — 22 655 осіб (2020). П'яте місце в штаті. У Вотертауні розташована художня галерея Редліна, що містить велику кількість робіт американського художника Террі Редліна, відомого зображенням дикої природи.

## Географія
Вотертаун розташований за координатами 44°54′32″ пн. ш. 97°9′21″ зх. д. / 44.90889° пн. ш. 97.15583° зх. д. (44.908903, -97.155962).  За даними Бюро перепису населення США в 2010 році місто мало площу 64,84 км², з яких 45,19 км² — суходіл та 19,66 км² — водойми.

### Клімат
| Клімат : Вотертаун                                                 | Клімат : Вотертаун | Клімат : Вотертаун | Клімат : Вотертаун | Клімат : Вотертаун | Клімат : Вотертаун | Клімат : Вотертаун | Клімат : Вотертаун | Клімат : Вотертаун | Клімат : Вотертаун | Клімат : Вотертаун | Клімат : Вотертаун | Клімат : Вотертаун | Клімат : Вотертаун |
| Показник                                                           | Січ.               | Лют.               | Бер.               | Квіт.              | Трав.              | Черв.              | Лип.               | Серп.              | Вер.               | Жовт.              | Лист.              | Груд.              | Рік                |
| Абсолютний максимум, °C                                            | 18,3               | 18,9               | 27,8               | 35,0               | 41,1               | 41,7               | 43,3               | 40,6               | 40,0               | 32,8               | 25,0               | 20,6               | 43,3               |
| Середній максимум, °C                                              | −6,1               | −3,6               | 3,5                | 12,9               | 19,9               | 25,1               | 28,6               | 27,6               | 22,1               | 14,8               | 4,6                | −3,3               | 12,2               |
| Середній мінімум, °C                                               | −17,4              | −15,1              | −7,7               | −0,1               | 6,3                | 12,1               | 14,8               | 13,5               | 8,1                | 1,6                | −6,4               | −13,7              | −0,3               |
| Абсолютний мінімум, °C                                             | −40                | −38,9              | −32,8              | −23,3              | −8,9               | −3,9               | 1,7                | 0,0                | −12,8              | −18,9              | −28,9              | −38,3              | −40                |
| Норма опадів, мм                                                   | 14                 | 15                 | 27                 | 53                 | 73                 | 94                 | 73                 | 58                 | 52                 | 39                 | 20                 | 13                 | 531                |
| Днів з опадами                                                     | 5,3                | 5,4                | 7,4                | 8,5                | 10,9               | 11,2               | 9,7                | 8,0                | 8,3                | 7,1                | 5,9                | 6,1                | 93,8               |
| Днів з дощем                                                       | 1,9                | 1,8                | 4,6                | 8,4                | 12,0               | 11,1               | 10,1               | 8,7                | 9,1                | 7,6                | 3,4                | 1,7                | 80,4               |
| Днів зі снігом                                                     | 13,8               | 11,8               | 8,8                | 4,2                | 0,2                | 0,0                | 0,0                | 0,0                | 0,0                | 2,3                | 8,5                | 13,3               | 62,9               |
| ------------------------------------------------------------------ | ------------------ | ------------------ | ------------------ | ------------------ | ------------------ | ------------------ | ------------------ | ------------------ | ------------------ | ------------------ | ------------------ | ------------------ | ------------------ |
| Джерело: WRCC, pogodaiklimat.ru, Weatherbase and USclimatedata.com |                    |                    |                    |                    |                    |                    |                    |                    |                    |                    |                    |                    |                    |

## Демографія
Згідно з переписом 2010 року, у місті мешкали 21 482 особи в 9278 домогосподарствах у складі 5563 родин. Густота населення становила 331 особа/км².  Було 10050 помешкань (155/км²).
Расовий склад населення:
| - 94,8 % — білих - 2,4 % — корінних американців - 0,5 % — азіатів - 0,4 % — чорних або афроамериканців |

До двох чи більше рас належало 1,4 %. Частка іспаномовних становила 1,6 % від усіх жителів.
За віковим діапазоном населення розподілялося таким чином: 24,2 % — особи молодші 18 років, 60,4 % — особи у віці 18—64 років, 15,4 % — особи у віці 65 років та старші. Медіана віку мешканця становила 36,6 року. На 100 осіб жіночої статі у місті припадало 96,7 чоловіків;  на 100 жінок у віці від 18 років та старших — 93,9 чоловіків також старших 18 років.
Середній дохід на одне домашнє господарство  становив 60 619 доларів США (медіана — 46 766), а середній дохід на одну сім'ю — 74 827 доларів (медіана — 65 108). Медіана доходів становила 38 651 долар для чоловіків та 28 697 доларів для жінок. За межею бідності перебувало 11,1 % осіб, у тому числі 9,4 % дітей у віці до 18 років та 10,3 % осіб у віці 65 років та старших.
Цивільне працевлаштоване населення становило 12 242 особи. Основні галузі зайнятості: виробництво — 21,6 %, освіта, охорона здоров'я та соціальна допомога — 16,8 %, роздрібна торгівля — 13,1 %, мистецтво, розваги та відпочинок — 11,0 %.